# Mo i Rana
Mo i Rana este un oraș în municipiul Rana în județul Nordland, Norvegia.
1. ↑  Tettsteders befolkning og areal (în norvegiană bokmål), Biroul Central de Statistică Norvegian[*]